# Marino Alvarado
Marino Alvarado es un activista de derechos humanos y abogado venezolano que fue el coordinador general de la ONG Provea entre 2008 y 2014. En 2015 fue galardonado con el premio nacional de derechos humanos entregado por la embajada de Canadá. Ha trabajado en Amnistía Internacional sección Venezuela y continuado siendo parte del equipo coordinador de Provea. 

## Carrera
Marino Alvarado egresó como abogado en 1995 de la Universidad Central de Venezuela, especializándose en derecho internacional económico. Alrededor de 1996 comenzó su carrera profesional en la organización de derechos humanos Provea como investigador de la situación de derechos humanos del país. Entre 2008 y 2014 fue coordinador general de la ONG. En 2015 fue galardonado con el premio nacional de derechos humanos entregado por la embajada de Canadá. Ha trabajado en Amnistía Internacional sección Venezuela, integrado el consejo consultivo de Provea, y sido coordinador tanto de accesibilidad y de exigibilidad jurídica de la organización.
Desde el 14 de octubre de 2015, al igual que el resto del equipo coordinador de Provea, Alvarado cuenta con medidas cautelares de protección emitidas por la Comisión Interamericana de Derechos Humanos (CIDH) debido a las reiterados actos de amenaza, criminalización y hostigamiento contra su labor en Venezuela.
El 16 de mayo de 2022, el gobernador del estado Carabobo por el partido de gobierno, Rafael Lacava, inició una demanda por difamación en contra de Alvarado y en contra del padre jesuita Alfredo Infante, luego de que días antes los activistas pidiesen investigar sobre las responsabilid de Lacava por ejecuciones extrajudiciales en Carabobo.
Marino Alvarado también ha colaborado con iniciativas como el Foro por la Vida,  la Plataforma Interamericana de Derechos Humanos y Desarrollo, o campañas contra la Criminalización de la Protesta, además de litigantes en instancias judiciales tanto nacionales como internacionales y columnista en varios periódicos.

## Vida personal
El 1 de octubre de 2015, alrededor de las 5:30 p.m., Marino fue víctima de un robo a mano armada en su residencia junto con su hijo de nueve años, cuando tres hombres que lo esperaban en la entrada los amarraron. El robo tuvo lugar después de que Nicolás Maduro realizara declaraciones públicas en contra suya en agosto del mismo año.